# Pseudocuma gracile
Pseudocuma gracile är en kräftdjursart som beskrevs av Sars 1894. Pseudocuma gracile ingår i släktet Pseudocuma och familjen Pseudocumatidae. Inga underarter finns listade i Catalogue of Life.